# 胡若愚 (安徽)
胡 若愚（こ じゃくぐ）は、中華民国の政治家。奉天派の政治家で、後に青島市長、北平市長代理をつとめた。本名は言愚、字は如愚。字は後に若愚と改め、一般にこれで知られる。なお、同時代に雲南派・国民革命軍の指揮官を務めた胡若愚は別人である。

## 事跡
国立北京大学を卒業して法学士となる。その後、張作霖の招聘を受けて鎮威上将軍公署顧問に任ぜられる。また、張学良の副官となり、学良とは義兄弟の盟を交わす仲であったという。
1925年（民国14年）、胡若愚は北京政府善後会議委員となった。同年7月、臨時参政院参政、北京崇文門政務監督となる。1928年（民国17年）6月の張作霖爆殺事件勃発後、張学良は胡を南京に派遣し、国民政府の蔣介石との交渉にあたらせた。この交渉での好感触もあり、張は同年末に易幟に踏み切っている。
1930年（民国19年）4月、胡若愚は国民政府で衛生部政務次長に任ぜられる。同年6月、青島市長に任命され、翌1931年（民国20年）2月、北平市長周大文に代わり、北平市長代理を兼務した。あわせて実業部開灤鉱務局督弁もつとめている。同年中に北平市長代理兼務を終了し、1932年（民国21年）1月、青島市長も辞任した。
青島市長辞任後の胡若愚は天津に寓居し、政界とのつながりを絶って書道・読経・観劇で日々を送った。国共内戦末期に、かねてから交友のあった孔祥熙から台湾行を勧められたが拒絶している。晩年は病身のため、静養して暮らした。
1962年、天津にて病没。享年66。

## 注
1. ↑  蘇利鵬・王建一「天津小洋楼之胡若愚旧居」天津網による。徐友春主編『民国人物大辞典 増訂版』984頁とWho's Who in China 5th ed.,p.104は、1895年（清光緒21年）生まれしている。